# Soraya Jamal
Soraya Jamal (* 13. Juni 1997 in Bremen) ist eine deutsche Journalistin und Fernsehmoderatorin.

## Leben und Karriere
Soraya Jamal wuchs als Kind von Einwanderern in Bremen auf und machte dort 2014 das Abitur. Anschließend begann sie in Bremen internationale Journalistik und ab 2018 Lehramt für Grundschulen zu studieren.
Im Rahmen des Studiums machte Jamal ein Praxissemester bei Radio Bremen. Anschließend arbeitete sie parallel zum Studium vier Jahre in der Radiosendung Next am Morgen von Bremen Next. Außerdem verbrachte sie ein Auslandssemester in Kolumbien.
Seit 2020 macht Soraya Jamal zusammen mit Refiye Ellek den Podcast Chai Society von Radio Bremen, der 2021 für den Civis-Medienpreis nominiert war. Seit Februar 2021 moderiert sie gemeinsam mit Tim Gailus das TV-Medienmagazin Team Timster beim KiKA. Außerdem präsentiert sie die Fernsehsendung Zeig mir Feiertage! vom KiKA.